# もっと もっと キミを教えてよ
「もっと もっと キミを教えてよ」（もっと　もっと　きみをおしえてよ）は、Julietの6枚目のシングル。2010年8月4日発売された。

## 概要
前作から約3ヶ月ぶりとなるシングル作品。初回限定盤には「もっと もっと キミを教えてよ」のMusic Videoとそのメイキングを収録したDVD付き。

## 収録曲
1. もっともっとキミを教えてよ
  - 作詞：Maiko Hami／作曲：イワツボコーダイ
2. さよなら  
  - 作詞：Maiko Hami／作曲：Soundbreakers